# Torrgölen (Västra Eneby socken, Östergötland)
Torrgölen är en sjö i Kinda kommun i Östergötland och ingår i Motala ströms huvudavrinningsområde.